# درو أبوت
درو أبوت (بالإنجليزية: Drew Abbott)‏ هو موسيقي أمريكي، ولد في 13 يناير 1947.

## وصلات خارجية
- درو أبوت على موقع ميوزك برينز (الإنجليزية)
- درو أبوت على موقع أول ميوزيك (الإنجليزية)
- درو أبوت على موقع ديسكوغز (الإنجليزية)